# USS LST-888
O USS LST-888 foi um navio de guerra norte-americano da classe LST que operou durante a Segunda Guerra Mundial.